# Virpi Kuitunen

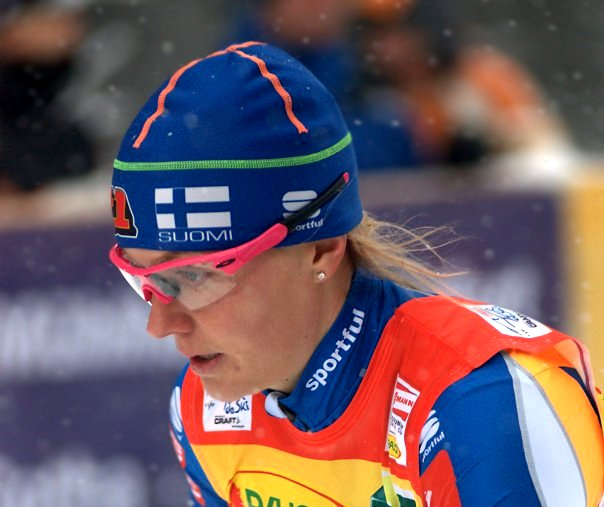
Virpi Kuitunen 2010-ben

Virpi Katriina Kuitunen (Kangasniemi, 1976. május 20. –) sífutónő, Finnország egyik legkedveltebb és legsikeresebb sportolójának számít.
Első versenyét 14 évesen, 1990-ben nyerte a Junior Nemzeti Bajnokságban. 2001-től állandó résztvevője a Sífutó Világbajnokságnak, 2006-ban bekerült az olimpiai válogatottba is. 2007-ben megnyerte a Tour de Ski bajnokságot, 2008-ban a második helyen végzett ugyanebben a sorozatban. A 2006-2007-es, illetve a 2007-2008-as szezonban Világ Kupa győztes lett.
Virpi Kuitunen a 2009-es Tour de Ski bajnoki címet ismét elnyerte. Jelenleg Kangasniemen Kalske egyesület tagja.